# Michael Steinwender
Michael Steinwender (Eisenstadt, 4 maggio 2000) è un calciatore austriaco, difensore degli Hearts.

## Caratteristiche tecniche
È un difensore centrale.

## Carriera

### Club
Inizia la propria carriera nel Baumgarten per poi trascorrere un biennio nel Rapid Vienna a partire dal 2011; nel 2013 passa al Mattersburg dove resta una stagione prima di completare il proprio percorso formativo nell'AKA Burgenland.
Nel 2017 fa ritorno al Mattersburg che lo aggrega alla propria squadra riserve militante nelle divisioni inferiori del calcio austriaco; il 20 giugno 2020 fa il suo esordio in prima squadra giocando l'incontro di Bundesliga vinto 2-0 contro il St. Pölten.
Terminata la stagione, il 19 agosto si trasferisce a titolo definitivo al St. Pölten con cui firma un contratto triennale.

### Nazionale
Ha giocato nelle nazionali giovanili austriache Under-18 ed Under-19.

## Statistiche
Statistiche aggiornate al 14 aprile 2020.

### Presenze e reti nei club
| Stagione        | Squadra         | Campionato      | Campionato | Campionato | Coppe nazionali | Coppe nazionali | Coppe nazionali | Coppe continentali | Coppe continentali | Coppe continentali | Altre coppe | Altre coppe | Altre coppe | Totale | Totale | Totale |
| Stagione        | Squadra         | Comp            | Pres       | Reti       | Comp            | Pres            | Reti            | Comp               | Pres               | Reti               | Comp        | Pres        | Reti        | Pres   | Reti   |        |
| --------------- | --------------- | --------------- | ---------- | ---------- | --------------- | --------------- | --------------- | ------------------ | ------------------ | ------------------ | ----------- | ----------- | ----------- | ------ | ------ | ------ |
| 2017-2018       | Mattersburg II  | 4D              | 20         | 2          |                 | -               | -               |                    | -                  | -                  |             | -           | -           | 20     | 2      |        |
| 2018-2019       | Mattersburg II  | RL              | 29         | 3          |                 | -               | -               |                    | -                  | -                  |             | -           | -           | 29     | 3      |        |
| 2019-2020       | Mattersburg II  | RL              | 14         | 0          |                 | -               | -               |                    | -                  | -                  |             | -           | -           | 14     | 0      |        |
| 2019-2020       | Mattersburg     | BL              | 4          | 0          | CA              | 0               | 0               |                    | -                  | -                  |             | -           | -           | 4      | 0      |        |
| 2020-2021       | St. Pölten      | BL              | 21         | 0          | CA              | 1               | 0               |                    | -                  | -                  |             | -           | -           | 22     | 0      |        |
| Totale carriera | Totale carriera | Totale carriera | 88         | 5          |                 | 1               | 0               |                    | 0                  | 0                  |             | -           | -           | 89     | 5      |        |